# Vlag van Fukuoka

Vlag van Fukuoka (ratio 128:183)

De prefecturale vlag van Fukuoka bestaat uit een lichtblauw vlak met een wit gestileerd hiragana-karakters ふ [fu] く [ku] in de vorm van de Japanse abrikoos, de prefecturale bloem. Het embleem staat voor vrede en ontwikkeling, harmonie en vooruitgang van de inwoners van de prefectuur. De prefecturale vlag werd op 10 mei 1966 aangenomen.